# Rosa davurica
Rosa davurica là loài thực vật có hoa trong họ Hoa hồng. Loài này được Pall. miêu tả khoa học đầu tiên năm 1788.

## Hình ảnh

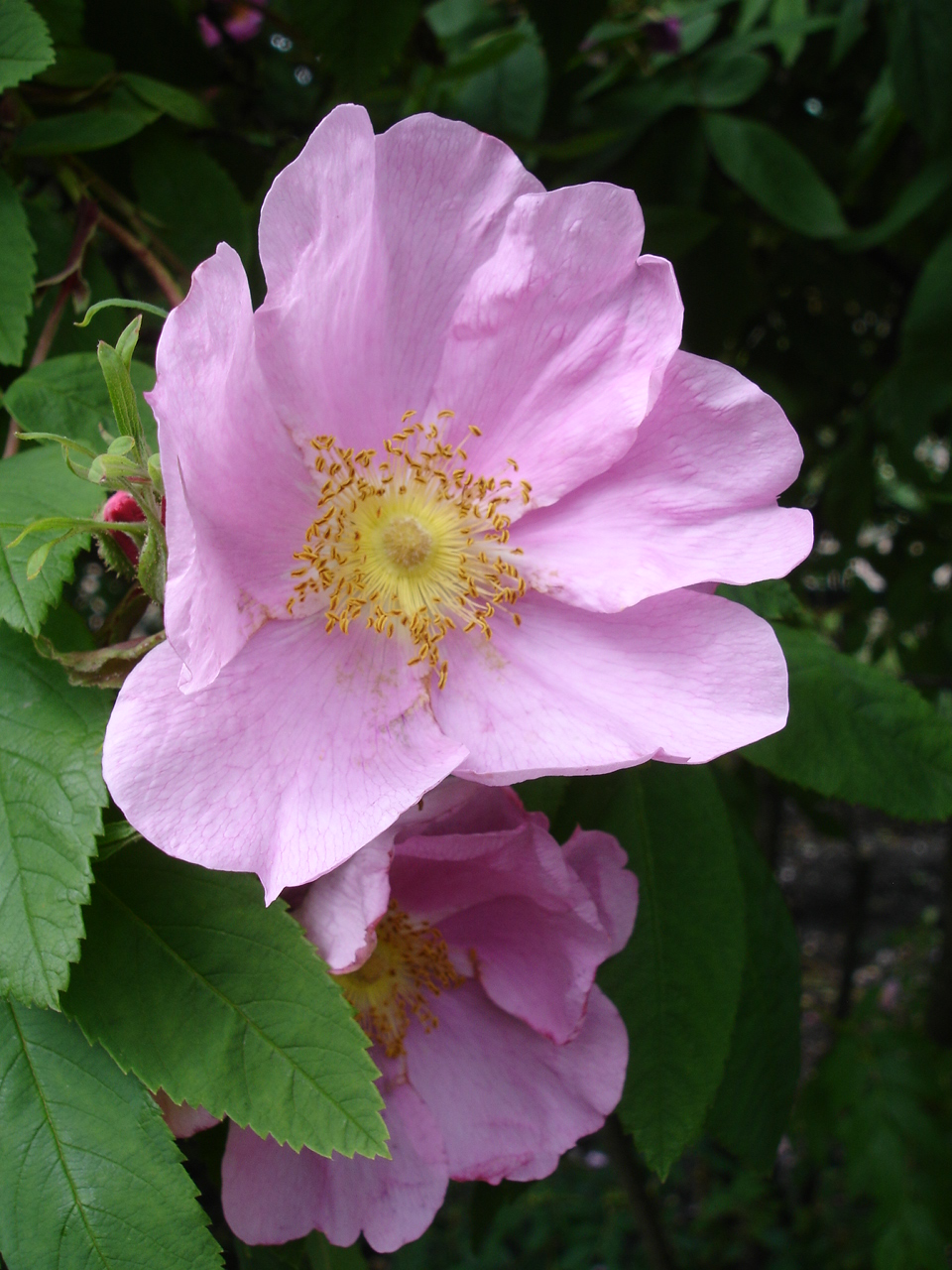